# Meistera chinensis
Meistera chinensis là một loài thực vật có hoa trong họ Gừng. Loài này được Woon Young Chun mô tả khoa học đầu tiên năm 1977 dưới danh pháp Amomum chinense. Năm 2018, Jana Leong-Škorničková và Mark Newman chuyển nó sang chi Meistera mới được phục hồi.

## Phân bố
Loài này có trong khu vực bao gồm Campuchia, Lào, Thái Lan, Trung Quốc (Hải Nam), Việt Nam.

## Mô tả
Cây cao 1-1,5 m. Bẹ lá có gân lõm rõ nét; lưỡi bẹ màu tía, 2 khe, khoảng 3 mm; cuống lá 5–10 mm; phiến lá thuôn dài hoặc hình elip, 16-30 × 4–8 cm, nhẵn nhụi, gốc nhọn, đỉnh hình đuôi-nhọn. Cụm hoa dạng bông hình con quay, đường kính khoảng 3 cm, khoảng 20 hoa; cuống 5–10 cm; lá bắc màu tía, hình trứng, 1–2 cm; lá bắc con hình ống, khoảng 2 cm. Đài hoa nhuốm màu đỏ ở gốc, khoảng 1,7 cm, gốc có lông nhung, đỉnh 3 răng. Ống tràng hoa hơi dài hơn đài hoa; thùy hình mác ngược, khoảng 1,5 cm, đỉnh lõm. Cánh giữa môi dưới màu trắng với gân giữa và các gân màu tía, hình trứng-hình tam giác, khoảng 1,5 × 1 cm; vuốt 5–6 mm. Bao phấn khoảng 6 mm; phần phụ liên kết hình bán nguyệt, khoảng 8 × 4 mm, mép khía tai bèo nông. Bầu nhụy màu có lông nhung màu vàng. Quả nang hình elipxoit, có nhánh, gai mềm 2–3 mm. Ra hoa tháng 4-5, tạo quả tháng 6-8. 2n = 48.

## Tên gọi
Tại Trung Quốc, người ta gọi nó là 海南土砂仁  (Hải Nam thổ sa nhân).